# Jean Vernette
Jean Vernette (Portvendres, 26 de febrer del 1929 - 16 de setembre del 2002) va ser un sacerdot nord-català incardinat a la diòcesi de Montauban, que durant més de 30 anys va ser secretari nacional de l'episcopat francès per a l'estudi dels nous moviments religiosos.

## Biografia
Es llicencià en filosofia i dret canònic, i es doctorà en teologia. Fou ordenat sacerdot a Montauban, el 30 de març del 1952. El 8 de juliol del 1954 fou nomenat vicari de Beaumont de Lomagne i, tres anys més tard, esdevingué superior del Petit Seminari del Sagrat Cor de Montauban (11.7.1957). El 8 de juliol del 1971 va ser nomenat director nacional de catecumenat francès, coordinador dels catecumenats europeus i vicari episcopal de Montauban. El 1973 passà a ser Delegat de l'episcopat per a temes de sectes i nous corrents religiosos.
Publicà força obres de divulgació sobre catequesi, sectes i noves teràpies. L'any 2000 parlà al Senat francès en relació amb l'oportunitat o no d'una llei que enfortís la prevenció i la representació de cultes religiosos alienants.

## Obres
- Les temps forts Paris: Éditions du Sénevé, 1970
- Jean Vernette, H.BourgeoisSeront-ils chrétiens ? Perspectives catéchuménales Lyon: Chalet ed., 1975 ISBN 2-7023-0216-5
- Sectes et réveil religieux, quand l'Occident s'éveille Mulhouse: Édit. Salvator, 1976 ISBN 2-7067-0021-1
- Réincarnation résurrection. Communiquer avec l'au-delà Mulhouse: Édit. Salvator, 1988 ISBN 2-7067-0112-9
- Les sectes Paris: Presses universitaires de France, 1990, Que sais-je ? 2519 ISBN 2-13-042962-9 (diverses edicions)
- Peut-on communiquer avec l'au-delà ? Paris: Centurion, 1990 ISBN 2-227-36220-0
- Le New Age, Paris: Presses universitaires de France, 1992, Que sais-je ? 1992 ISBN 2-13-044781-3 (diverses edicions)
- Sectes: que dire? que faire? Mulhouse: Éd. Salvator, 1994 ISBN 2-7067-0164-1
- Jean Vernette, Evelyne Keller Encyclopédie des phénomènes spirituels Paris: Plon, 1995 ISSN 1264-5974
- La réincarnation Paris: Presses universitaires de France, 1995 ISBN 2-13-047161-7
- L'athéisme Paris: Presses universitaires de France, 1998, Que sais-je ? 1291 ISBN 2-13-049301-7
- Jean Vernette, Claire Moncelon Dictionnaire des groupes religieux aujourd' hui Paris: Presses universitaires de France, 2001 ISBN 2-13-052026-X
- Jean Vernette, Clermont Lons Les Nouvelles Thérapies, mieux vivre et guérir autrement Paris: Presses de la Renaissance ed., 1999 ISBN 2-7028-3221-0
- Nouvelles Spiritualités et nouvelles sagesses Paris: Presses de la Renaissance ed., 1999 ISBN ISBN 2-7028-3709-3
- Le XXIe siècle sera mystique ou ne sera pas Paris: Presses universitaires de France, 2002 ISBN 2-13-052302-1